# زلزال طبس 1978
زلزال طبس هو زلزال تعرضت له مدينة طبس في محافظة خراسان الجنوبية في شرق إيران عام 1978، بلغت قوة الزلزال 7.8 على مقياس ريختر. دمر الزلزال مدينة طبس بشكل كلي وتسبب في مقتل 9,000 من سكان المدينة البالغ عددهم 13,000 نسمة آنذاك كما أمتدت أثار الزلزال في محيط القرى المجاورة لطبس، بلغت الحصيلة النهائية للضحايا نحو 15,000 قتيل.